# Eagles of Death Metal
Eagles of Death Metal (EoDM) jsou americká rocková skupina, kterou založili Jesse Hughes a Josh Homme (zpěvák a kytarista skupiny Queens of the Stone Age – zkráceně QOTSA), který ovšem v EoDM hraje na bicí. Jejich hudba je ovlivněna tím, že tato skupina vznikla za účelem pobavení (Homme se soustředí především na QOTSA), proto bylo také mnoho singlů z jejich první desky Peace, Love, Death Metal (2004) využito v reklamních kampaních amerických firem.
Ve svých začátcích působili především jako předskokani QOTSA. Po vydání druhé desky Death by Sexy (2006) hráli na koncertech s The Strokes a stali se i předskokany Guns N' Roses, na prvním společném koncertu se však dostali do konfliktu s frontmanem Axlem Rosem.

## Teroristický útok v Paříži
13. listopadu 2015 došlo během koncertu skupiny v pařížském sále Bataclan na Boulevard Voltaire k teroristickým útokům, při kterých útočnici zajali několik desítek rukojmí. Francouzská policie nejprve po zásahu potvrdila, že v koncertní síni na Boulevard Voltaire v jedenáctém obvodu zůstalo nejméně sto mrtvých, později úřady uvedly, že jich teroristé v Bataclanu zabili 89. Zpěvák kapely Jesse Hughes i ostatní členové kapely unikli zadním východem z jeviště. Bubeník kapely potvrdil své matce i manželce, že je v bezpečí. Smrti však neunikl manažer Nick Alexander, který měl na starost merchandising.
Eagles of Death Metal vystoupili v Paříži znovu, již tři týdny po vražedném útoku v koncertním sále Bataclan, 7. prosince 2015 na společném koncertě s irskou skupinou U2, který zahájili skladbou People Have the Power americké písničkářky Patti Smith.
16. února 2016 skupina v pařížském koncertním sále Olympia symbolicky dokončila svoje vystoupení z 13. listopadu 2015, přičemž majitelé původní vstupenky měli vstup zdarma.

## Členové

### Stálí členové
- Josh Homme
- Jesse Hughes

### Hrají na koncertech
- Dave Catching
- Gene Trautmann
- Brian O'Connor

### Dále se podíleli
- Jack Black
- Dave Grohl
- Claude Coleman
- Samantha Maloney
- Gene Trautmann
- Wendy Ray Fowler
- Brody Dalle
- Kat VonD
- Taylor Hawkins
- Nick Oliveri
- Tim Vanhamel
- Mark Lanegan
- Dean Fertita
- Pete Canavan
- Matt McGrath
- Troy Van Leeuwen
- Liam Lynch
- Stefan Olsdal

## Diskografie
- Peace, Love, Death Metal (2004)
- Death by Sexy (2006)
- Heart On (2008)
- Zipper Down (2015)